# シンバクブワ
シンバクブワまたはシムバクブワ（学名：Simbakubwa）は、ヒアエノドン科に属する絶滅した肉歯目の属。肉歯目の中では大型と推測されているが、その具体的な大きさは明らかになっていない。属名は「大きなライオン」を意味するが、食肉目に属するライオンとは近縁ではなく、また同じく食肉目のハイエナとも無関係である。約2200万年前当時におけるアフリカの頂点捕食者であった。

## 発見と命名
シンバクブワの化石はケニア西部の Meswa Bridge でケニア人により発見された。当該の地層は約2200万年前の下部中新統であった。その後数十年間ケニア国立博物館のナイロビ国立博物館に保管されており、記載論文の著者であるマシュー・ボースとナンシー・スティーブンスが研究を行い、発表した。
タイプ種はシンバクブワ・クトカアフリカ（Simbakubwa kutokaafrika）。属名は「大きなライオン」、種小名は「アフリカから」を意味し、共にアフリカ東岸部の言語であるスワヒリ語に由来する。

## 特徴

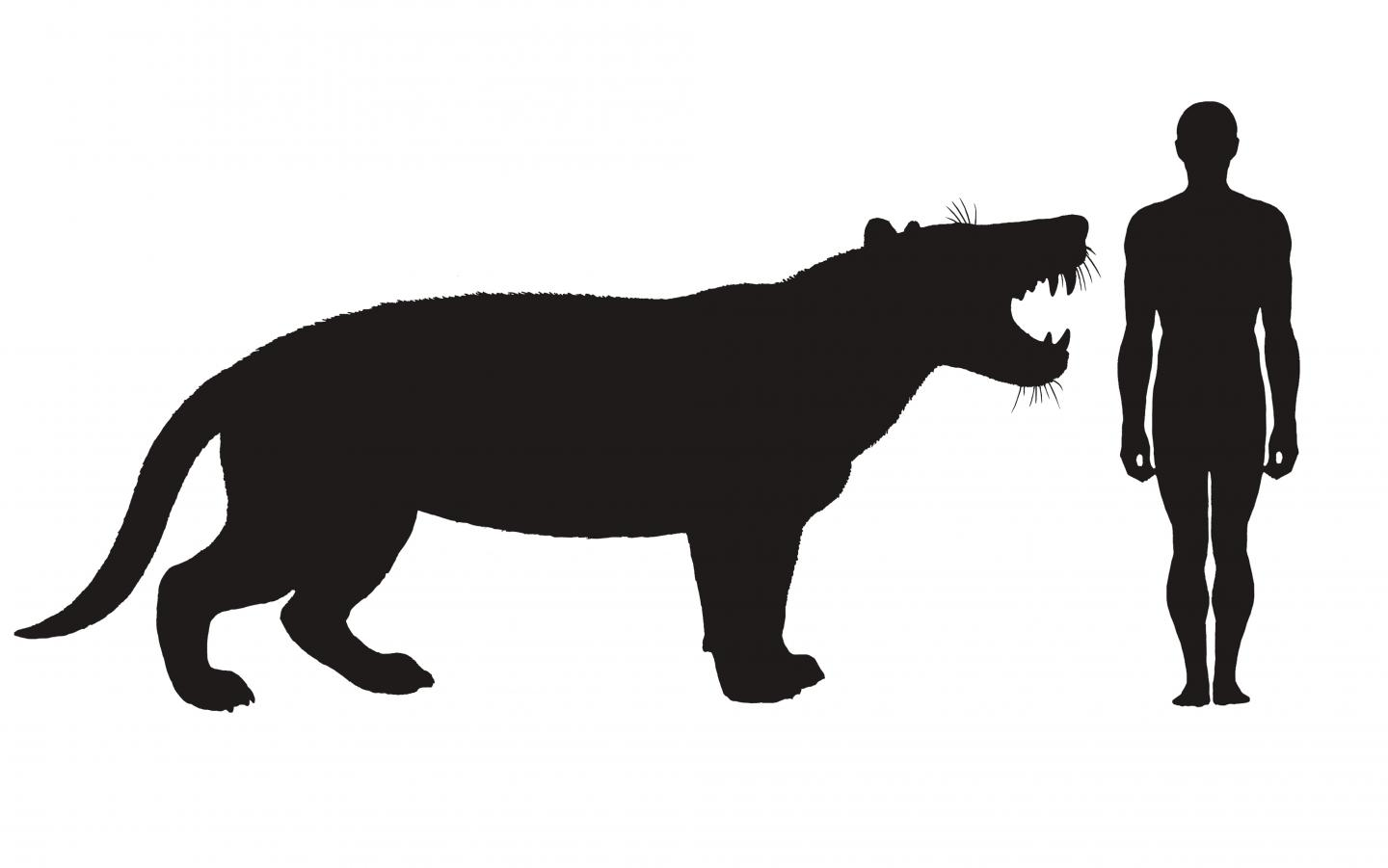
ヒトとの大きさ比較

タイプ標本は下顎・右上顎骨・および複数の体骨格要素から構成されている。保存されていた歯の形状から、Hyainailouros (en) とは別属として判断された。歯列の摩耗が軽度であったことから、当該個体は若い個体であったことが示唆されている。また、体骨格から、生前は半趾行性の歩行姿勢であったことが示されている。
近縁なヒアイナイロウロス亜科（ヒアイナイロウロスやメギストテリウムなど）の裂肉歯に基づく回帰分析から、体重は1500キログラムと推定されている。体格は現生のホッキョクグマよりも大型で、バーバリライオンの最大個体と同程度と推定されている。

## 系統関係
属名はライオン、上位分類群のヒアエノドン科の科名はハイエナに由来するが、これら食肉目の動物との類縁関係はない。シンバクブワは古第三紀から新第三紀にかけて繁栄した肉歯目と呼ばれる別のグループに属している。記載に際して行われた系統解析の結果では、シンバクブワは肉歯目のうちヒアイナイロウロス亜科に置かれ、ヒアイナイロウロスやメギストテリウムを含む大型の中新世の系統群と姉妹群をなした。このことから、彼らのグループはアフリカ大陸や現在のアラビア半島に起源を持ち、前期中新世のうちにユーラシア大陸へ分布を広げたと解釈されている。

## 古環境
シンバクブワは他の近縁な属種と同様に、サイや初期の長鼻目といった大型動物を狙うスペシャリストの捕食動物であった可能性が高い。後の時代のメギストテリウムなどと比較すると骨の破砕には特化していなかった可能性があるが、シンバクブワにも舌側に回転する裂肉歯が備わっていて、生涯を通して肉を引き裂く一定のエッジを確保していた。